# Ляпис Трубецкой
Ля́піс Трубецко́й, Ля́піс Трубєцко́й або Ля́піс Трубецький (біл. Ляпіс Трубяцкі) — білоруський панк-рок-гурт. Лауреат премій RAMP, «Рок-коронація», «Чартова Дюжина», «Степовий вовк», ZD Awards.
Названий гурт на честь комічного персонажа роману Іллі Ільфа та Євгенія Петрова «12 стільців» Никифора Ляпіса, який носив псевдонім Трубецкой.
Навесні 2011 року гурт потрапив до списку заборонених у Білорусі діячів культури та мистецтва, і було скасовано низку вже запланованих концертів «Ляпіса Трубецького» на їхній батьківщині.

## Історія

### 1990—1995
Гурт було створено в лютому 1990 року. Дав свій перший концерт на фестивалі «Три кольори» в Мінську. Лідером із самого початку став студент Інституту культури Сергій Міхалок. Іншими учасниками першого складу були бас-гітарист колективу Дмитро Свиридович, гітарист Руслан Владико і ударник Олексій Любавін.
Учасники гурту «Ляпис Трубецкой» збиралися разом здебільшого на концертах. Перехід гурту від «віртуального» існування до «реального» стався після першого серйозного виступу гурту на «Фестивалі музичних меншин» в Будинку вчителя у Мінську.
Євген Колмиков (майбутній директор колективу) став першою людиною, який запропонував музикантам гонорар за сольний виступ (теж перше) в 1994 на пивному шоу в кафе «Час» (Час) в ПК Мінського тракторного заводу. Приблизно в цей час відбувся і перший тур групи по Білорусі (на автобусі) в рамках «Next Stop New Life», в якому глядачам представлялася спільна з театром «Бамбук» (керівник — Сергій Міхалок) рок-опера «Завоювання космосу».
Потім в 1994 «Ляпис Трубецкой» влітку взяв участь у фестивалі «КГ. Сердите свято», який проходив в мінському Палаці спорту за участю росіян «Чайф», «Два літаки», «Чуфелла марзуфелла» та інших. Трохи пізніше музиканти проявили себе на вигаданому художником Василем Пачіцкім фестивалі «Невядомае кіно Гагарына» («укр. Невідоме кіно Гагаріна»), де також виступали «Зартіпо» і «Хламкін їде в Ізраїль». Успіх концерту навів на думку про випуск касети. У результаті було зроблено запис виступу в "«Альтернативному театрі» під час «Рок абонемента», який вийшов в Білорусі в 1995 році під назвою «Любови капец! — Live '95» (не плутати зі збіркою 1998).
Перший тираж касети склав близько 100 штук, з яких продано було лише двадцять (пізніше, на хвилі успіху «Ранетого серця», вона була перевидана). Але кожен все ще займався своїми справами: Євген Колмиков працював в об'єднанні «Клубний стиль», Сергій Міхалок курирував клуб «Аддис-Абеба» і керував театром «Бамбук» (всі актори — чоловіки, за аналогією з японським театром «Кабукі»). Склад був той самий, хіба що бас-гітаристи часто змінювалися (Олег «Паганіні» Установич, Олег Ладо).

### 1996—1997
Все різко змінилося в 1996 році після концерту в Палаці шахів і шашок. Саме там їх помітив глава «Комплексбанку» Євген Кравцов. Він запропонував зробити запис на своїй студії «Mezzo Forte». Приблизно в цей час групу посилили Єгор Дриндін (труба), Віталій Дроздов (скрипка, вокал), Павло Кузюковіч (валторна) та Олександр Ролу (гітара, пішов через півроку). Результатом став альбом «Ранетое сердце», офіційно представлений 21 червня 1996 році на «святі музики» в мінському парку Горького. Продажі «Ранетого серця» побили всі білоруські рекорди. За різними оцінками (касети видавали всі, хто завгодно, і точної цифри ніхто не знає) тираж склав від 20 до 30 тисяч примірників.
Апофеозом злету стала третя церемонія вручення білоруських музичних нагород «Рок-коронація-96». Гурту дісталися три нагороди з чотирьох можливих. «Найкращий автор текстів року» (нагорода розділена з Катериною Камоцкою з групи «Нове Небо»), «Альбом року» та «Найкраща група року» (так звана «Велика корона», що означало, що «Ляпис Трубецкой» тепер — «рок-король»). Однак за наступний рік був виданий тільки концертним записом з презентації програми «Смяротнае вяселле».

### 1998
У лютому 1998 в Москві виходить записаний ще в 1997 «Ты кинула» з половиною старих і половиною нових пісень. Під час його запису з колективу йдуть Олег Ладо і Віталій Дроздов. Першого спочатку як сесійного музику замінює Валерій Башков, але трохи пізніше повертається бас-гітарист першого складу Дмитро Свиридович. На місце Дроздова приходить другий вокаліст Павло Булатніков (колишній учасник мінського дуету «Ліцей»). Наприкінці року білоруським режисерським тандемом «Bolek & Lolek» (М. Тимінько да А. Терехов) знімається перший в історії гурту відеокліп — «Ау». Він був зроблений аматорським чином: з розфарбованих на комп'ютері вручну фотографій музикантів групи.
Альбом «Ти кинула» приносить групі неймовірний успіх в Росії і країнах СНД. Навесні «Ляпис Трубецкой» робить перші за півтора року гастролі по Білорусі.
Наприкінці 1998 року вийшов альбом реміксів пісень гурту «Ляписдэнс», до створення якого самі музиканти не мали ніякого відношення, а в серпні за ініціативою Євгена Кравцова була випущена збірка «архівних» записів групи «Любови капец: архивные записи». Хітом стає записана в 1996 році для «„Ранетого серця“» версія пісні Олега Кваші «Зеленоглазое такси», яка, в той же час, перетворюється на привід для скандалу, піднятого автором пісні на початку 1999.

### 1999—2000
Восени 1998 року починається підготовка матеріалу для нового альбому. Альбом «Красота» виходить 12 травня 1999, і музиканти знову починають активну гастрольну діяльність, значне місце в якому займає участь у неполітичній частині туру «Так!» У вересні-жовтні. Восени починається підготовка нового матеріалу. Перша пісня «Виноградна лоза» записується в Мінську на студії «Mezzo Forte» у вересні і зводиться у Франції англійським продюсером Віктором Пендлбери.
На початку 2000 року студія «Союз» перевидала альбом «Красота», який їй належав, під назвою «Всем девчонкам нравится…». У перевидання увійшли три нові пісні — «Любовь повернулась ко мне задом», «Крошка моя» (кавер-версія хіта "«Руки вверх!») і «Виноградная лоза». В цей же час виходить музичний фільм про гурт «Всім дівчатам подобається…». На цьому співпраця з «Союзом» на той момент закінчилося.
У січні 2000 в Мінську на студії Білоруського телебачення записується новий альбом під назвою «Тяжкий». Під час запису диска запрошеним музикантом був Іван Галушко (тромбон), який через декілька місяців вливається до складу гурту третім учасником духової секції (Я. Дриндін — труба, П. Кузюковіч — тромбон). «Ляпис» підписує контракт з провідною російською рекорд-компанією Real Records, яка 15 травня того ж року випускає їх новий альбом. Платівка викликала неоднозначну реакцію. Програмні директори московських радіостанцій вкрай неохоче брали в свій ефір пісні з «Тяжкого», MTV і ОРТ відмовлялися крутити кліпи «Спорт пройшов», «Дружбан» і «По алеях» (знятий за участю комік-трупи Маски-шоу). Але Артемій Троїцький назвав «Тяжкий» «найкращим, що було видано в Росії в 2000 році».

### 2001—2002
Першим синглом з наступного альбому стала пісня «Голуби». Ролик, режисером якого став Ігор Пашкевич (він же екранізував у 1999 році «Яблуні»), знімався на початку січня в Мінську на Мінському велосипедному заводі. Кліп був взятий в ексклюзив MTV і в березні 2001 став найпопулярнішим на цьому каналі відеороликом.
У березні того ж року музиканти групи «Ляпис Трубецкой» стали ініціаторами створення творчого об'єднання «Діти Сонця». Мета об'єднання — пропагувати позитивну веселу музику, незалежно від того, хто її виконує — визнані зірки або талановиті новачки. З метою просування цієї ідеї був створений однойменний рекорд-лейбл «Діти Сонця», стильові пріоритети якого — ска, реггей, рага, «циганщина» та інша «сонячна музика». До кінця року вийшло дві збірки.
Влітку 2001 був знятий кліп на пісню «Сочі», яка, як і «Голуби», мала великий успіх. У вересні вийшов альбом «Юність» — найуспішніша платівка з часів «Краси».
Тим часом на початку 2001 року на зміну Дмитру Свиридовичу прийшов Олексій Зайцев (бас-гітара), а рік потому групу покинув ще один учасник першого складу — Олексій Любавін (ударні). Місце за барабанами зайняв Олександр Сторожук.

### 2003—2005
Перші чорнові записи для нового альбому зробили восени 2002, після чого в січні 2003 з'їздили в Київ до Євгена Ступки. Дві пісні з шести записаних увійшли в експериментальний максі-сингл «Чырвоны кальсоны» (травень 2003), куди також увійшла велика кількість реміксів від друзів групи.
Під час запису Олексія Зайцева на бас-гітарі замінює Володимир Егліціс з гурту Карла Хламкіна. Приблизно в той же час колектив покидає Єгор Дриндін. Трубачем стає валторніст Павло Кузюковіч.
Результатом майже року роботи став альбом «Золотые яйцы» (квітень 2004), звучання якого було помітно більше «незалежним», з досить сильним впливом ска та реггі. До часу його випуску було знято два відеокліпи. Перший, на пісню «Раїнька», став найневдалішою роботою Ігоря Пашкевича. Другий, виконаний в техніці пластилінової анімації зняли брати Сидоруки.
До виходу альбому Сергій Міхалок змінює свій зовнішній вигляд. У серпні 2004 з'явилося відео на пісню «Почтальоны», зняте американським режисером Кевіном Джексоном. Найдорожче і, напевно, найбільш невдале відео групи.

### 2006—2007
У 2004–2006 роках «Ляпис Трубецкой» активно займався саундтреками. Команда записала музику до серіалу «Чоловіки не плачуть» та фільму «Останній забій» (обидва зняті російським режисером Сергієм Бобровим). Результатом став збірний альбом «Мужчины не плачут. Песни для кино», більшість пісень якого були записані у форматі напів-акустичного бенду з акордеоном. Він вийшов в березні 2006.
Разом з тим ще влітку 2005 колектив розпочав роботу над своєю черговою платівкою. Перші нові пісні («Андрюша», «Харе») були представлені слухачам ще до студійного запису на фестивалях «Нашествие» в Казахстані та Росії.
У першій половині 2006 в групу повернувся один із засновників колективу — бас-гітарист Дмитро Свиридович (щоправда, йому знову довелося піти наприкінці 2006, і тоді його замінив Денис Стурчанка). Тріумфальним можна назвати виступ «Ляпісів» на Таврійських іграх в травні 2006, де гурт виконав майже всі свої хіти, а також деякі нові композиції.
Протягом 2006 гурт шукав саундпродюсера для запису нового матеріалу, щоб нарешті в повній мірі реалізувати свої ска-панкові мрії. Новим співпродюсером став Віталій Телезин («Океан Ельзи», «Братья Гримм» та інші). Альбом був записаний в Києві з осені 2006 по весну 2007. Першим повноцінним синглом з нього стала пісня «Харе», з треш-кліпом від режисера та актора Володимира Епифанцева, який був запущений на початку 2007. Але головною ударною силою альбому стала пісня «Капітал» з апокаліптичним відеокліпом Олексія Терехова (співавтор кліпів «Ау» і «Розочка»), прем'єра якого відбулася в Інтернеті. За перший місяць ролик переглянули близько 100 тисяч чоловік. Альбом «Капитал» вийшов в кінці квітня 2007 і став новим витком у творчості колективу. Його російська презентація відбулася 1 травня в Москві, українська — 17 травня в Києві, а білоруси змогли побачити нову програму 2 червня у Бобруйську.

### 2008—2009
На церемонії вручення премій «Звукова доріжка — 2008» в Москві колектив переміг відразу в двох номінаціях: «Рок» і «Гурт року».
«Ляпис» вперше потрапили в число претендентів премії «Звукова доріжка» (вона ж — «ZD Awards»), причому відразу в трьох категоріях: «Рок», «Гурт року» та «Альбом року». Конкурентами «Ляписів» були: Земфіра, «Мумій Троль», «Аквариум», «Би-2», «Город 312», «Бумбокс», Noize MC, Quest Pistols і навіть Діма Білан (в номінації «Альбом року»). «Ляпіс» отримали дві статуетки, як найкращий гурт і найкращий рок-проект року.
7 березня 2009 року в московському спорткомплексі «Олімпійський» пройшла друга церемонія нагородження премією «Чартова дюжина. Топ 13» («Чертовая дюжина. Топ 13»). Ця премія вважається головною нагородою в області російської рок-музики. Білоруський гурт «Ляпис Трубецькой» вдруге поспіль потрапив до числа переможців «Чартової дюжини». Рік тому «Ляпис» отримали премію за кліп «Капітал», знятий режисером лексієм Тереховим. У 2009 році вони знову потрапили в номінацію «Відеокліп» — і знову з роликом Терехова «Огоньки».
На початку березня 2009 року розпочався масштабний тур по Білорусі. Центральний концерт білоруського туру відбувся 9 березня у Палаці спорту в Мінську в присутності близько 9000 глядачів. Крім цього очікувалися виступи в Бересті, Гродно, Могильові, Гомелі, Новополоцьку, Солігорську та Бобруйську.
14 березня 2009 року в Молодечному пройшла 13-а церемонія нагородження найкращих білоруських музикантів «Рок-коронація 2008». Кришталеві корони вручені в дев'яти номінаціях. Три з них дісталися групі «Ляпис Трубецкой»: «Пісня року» («Зірочки»), «Альбом року» (Manifest) і велика рок-корона — «Гурт року».

### 2010—2014
Наприкінці серпня 2013 року група оголосила про вихід першого білоруськомовного альбому-збірки під назвою «Грай». До нього увійде 12 композицій, написаних і записаних за останні 10 років, в тому числі 2 абсолютно нові треки. Але при цьому проєкт розрахований аж ніяк не тільки на Білорусь і білоруську аудиторію. Концертна презентація проєкту відбулася 30 листопада у Вільнюсі. Лідер гурту, Сергій Міхалок 17 березня 2014 р. оголосив, що з 1 вересня 2014 р. гурт офіційно припинить своє існування..
31 серпня 2014 року гурт провів свій останній концерт. Пізніше Сергій Міхалок створив новий проект під назвою Brutto. А вокаліст Павло Булатніков та гітарист Руслан Владико оголосили про створення групи Trubetskoy.

#### Галерея
Ляпис Трубецкой в Чернігові 25.07.2014

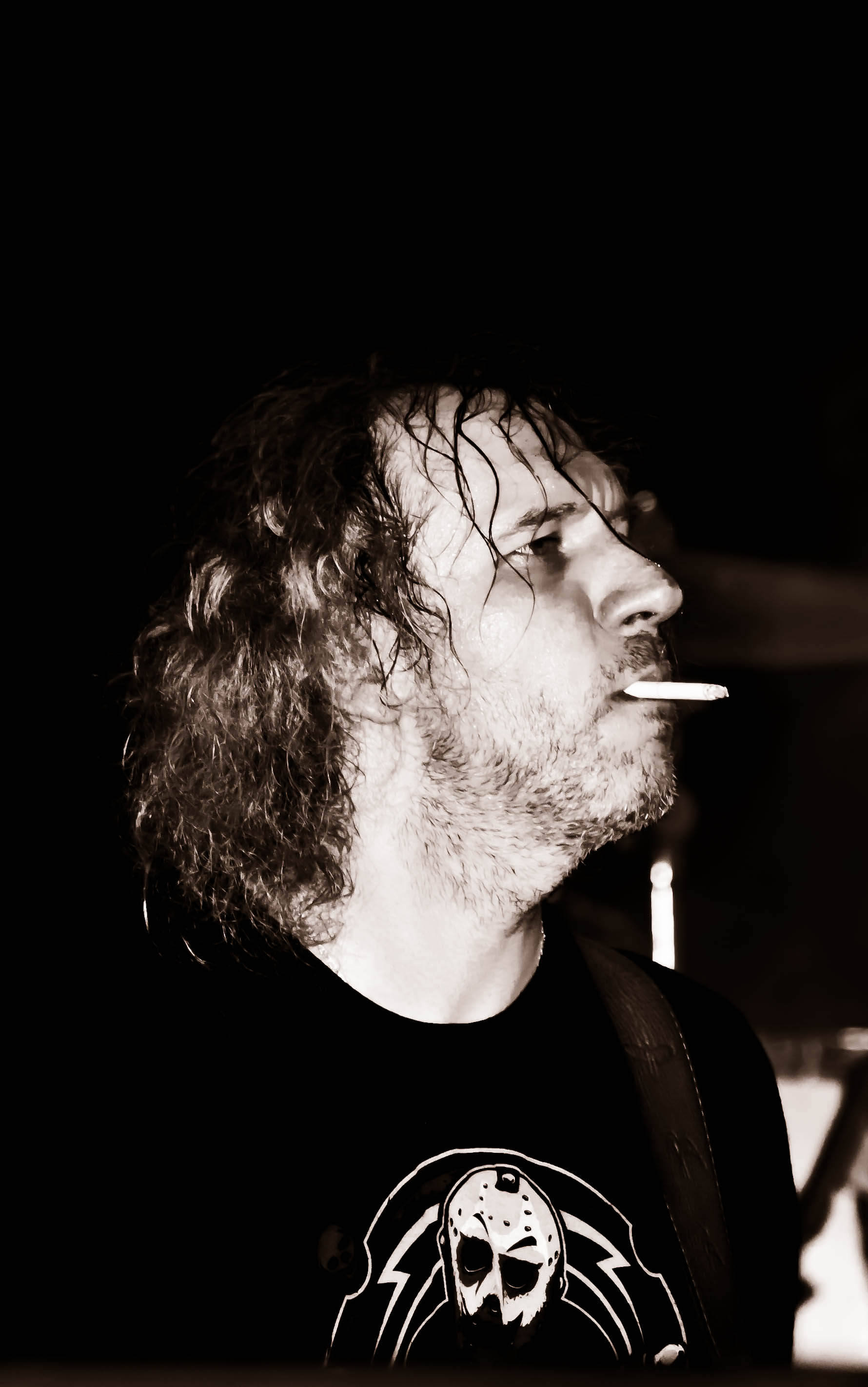
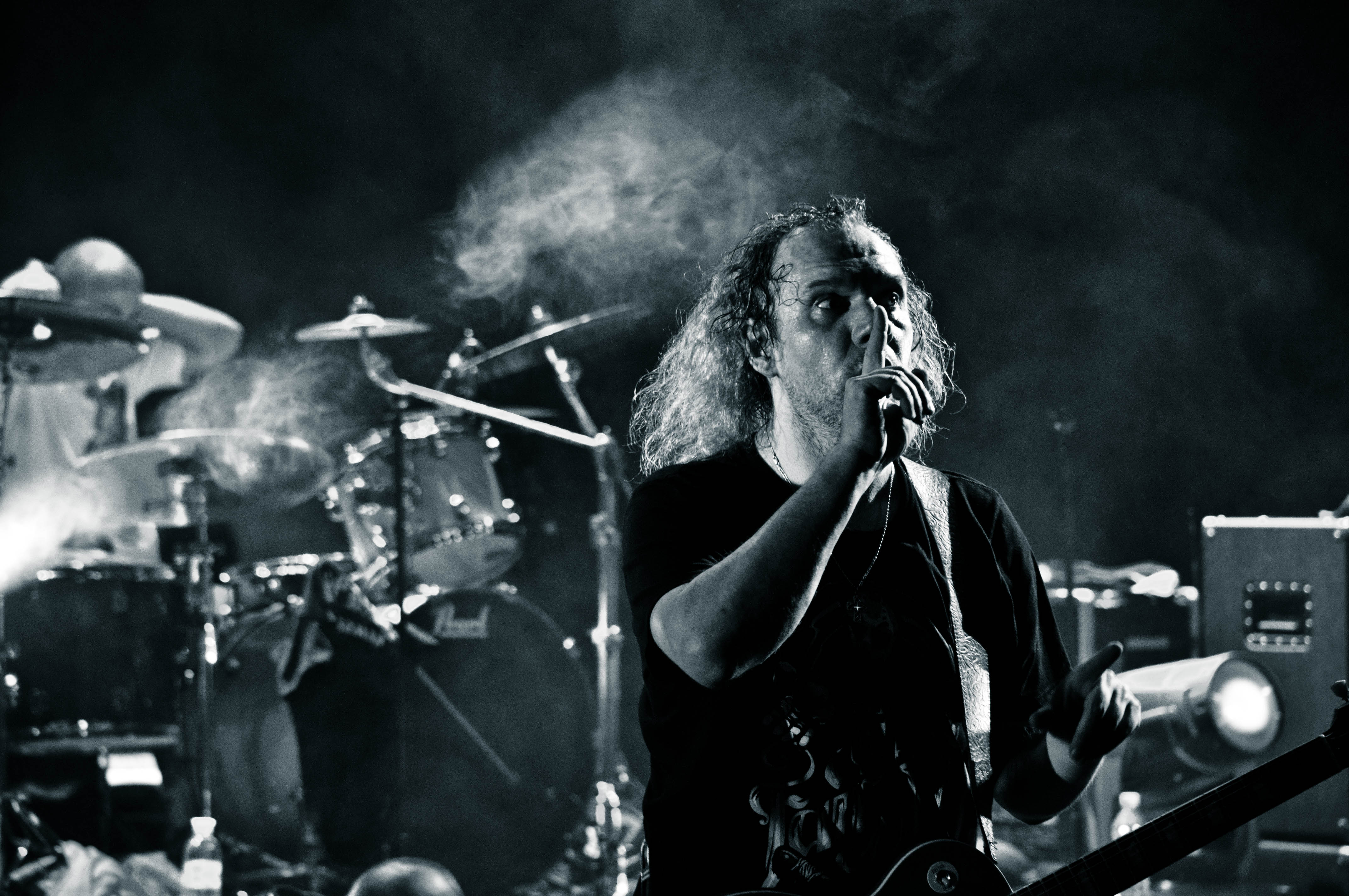
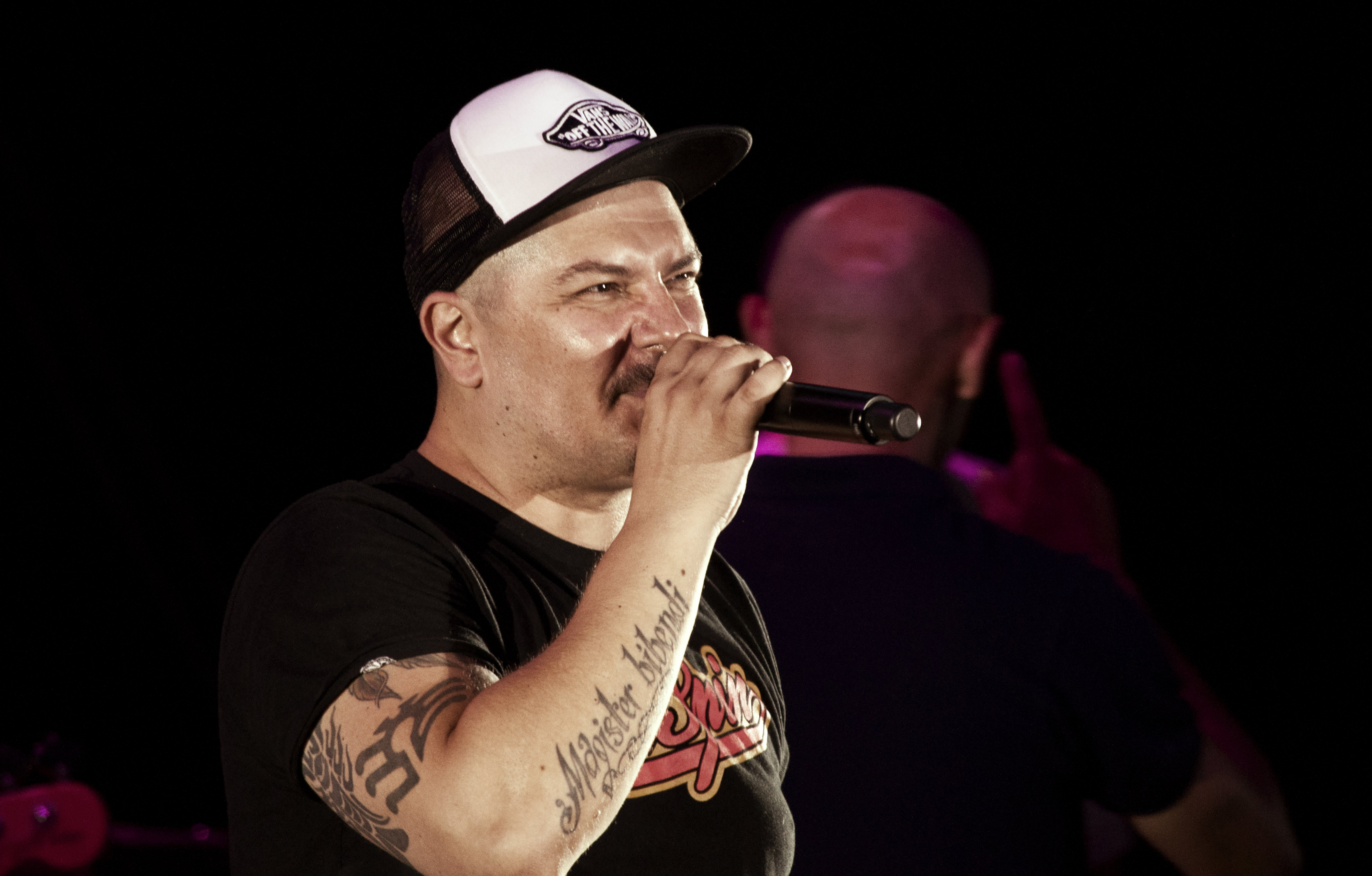

### 2022
Гурт відновив концертну діяльність у 2022 році після російського вторгнення в Україну. Було оголошено про благодійний європейський тур на підтримку України. У липні гурт переспівав російськомовну пісню «Воїни світла» (рос. «Воины света») українською мовою, у листопаді вони так само переспівали пісню «Гаррі» (рос. «Гарри»). Перекладом пісень українською займається Сергій Жадан.

## Склад гурту
- Сергій Міхалок — вокал.
- Павло Булатніков — вокал, перкусія.
- Руслан Владико — гітара.
- Денис Стурченко — бас-гітара.
- Влад Сенкевич  — валторна, труба, бек-вокал.
- Іван Галушко — тромбон, бек-вокал.
- Олександр Сторожук — ударні.

## Дискографія

### Студійні альбоми
| Рік  | Оригінальна назва | Назва українською   | Лейбл        |
| ---- | ----------------- | ------------------- | ------------ |
| 1998 | Ты кинула         | Ти кинула           | Союз         |
| 1999 | Красота           | Краса               | Союз         |
| 2000 | Тяжкий            | Тяжкий              | Real         |
| 2001 | Юность            | Юність              | Grand        |
| 2004 | Золотые яйцы      | Золоті яйця         | Союз         |
| 2006 | Мужчины не плачут | Чоловіки не плачуть | Birds Fabric |
| 2007 | Капитал           | Капітал             | Нікітін      |
| 2008 | Manifest          | Маніфест            | Нікітін      |
| 2009 | Культпросвет      | Культпросвіт        | Союз         |
| 2011 | Весёлые картинки  | Веселі картинки     | Soyuz Music  |
| 2012 | Рабкор            | Рабкор              | Союз         |
| 2014 | Матрёшка          | Матрьошка           | Союз         |

### Ремікс-альбоми
| 1999 | Ляписдэнс           | Ляпісденс           | Союз     |
| 2001 | Ляписдэнс-2         | Ляпісденс-2         | Союз     |
| 2010 | Пульс эпохи Remixed | Пульс епохи Remixed | Інтернет |

### Компіляції та інше
| 1995 | Любови капец! — Live '95                | Любові капець!                          | Satis / Клубний стиль                       |
| 1996 | Ранетое сердце                          | Поранене серце                          | Satis                                       |
| 1997 | Смяротнае вяселле                       | Смертельне весілля                      | Студія невідома                             |
| 1998 | Любови капец: архивные записи 1992—1995 | Любові капець: архівні записи 1992—1995 | Союз                                        |
| 2000 | Всем девчонкам нравится                 | Усім дівчатам подобається               | Союз                                        |
| 2003 | Чырвоны кальсоны (максі-сингл)          | Червоні кальсони                        | Birds Fabric                                |
| 2004 | Аргентина                               | Аргентина                               | (не поширювався через магазини) Дети Солнца |
| 2006 | Мужчины не плачут. Пісні для кіно       | Чоловіки не плачуть                     | Birds Fabric                                |
| 2009 | Парад-Алле                              |                                         | Нікітін                                     |
| 2010 | Agitpop                                 |                                         | Eastblock Music                             |
| 2010 | Священный огонь                         | Священний вогонь                        | Інтернет-сингл                              |
| 2010 | Грай                                    | Грай                                    | Інтернет-сингл                              |

## Відеографія
- 2022 - Гаррі
- 2022— Воїни світла
- 2014 — Воины света[8]
- 2014— Матрёшка
- 2013 — Танцуй!
- 2013 — Lyapis Crew
- 2012 — Железный
- 2012 — Броненосец (Ты ни при чём?)
- 2012 — Путинарода
- 2011 — Не быць скотам
- 2011 — Принцесса
- 2011 — Я верю
- 2010 — Африка (кавер на пісню гурту «Комитет охраны тепла»)
- 2010 — Болт (feat. Noize MC) (автор — Олексій Терехов)
- 2010 — Купляй беларускае
- 2010 — Пульс эпохи
- 2009 — Светлячки
- 2009 — Буревестник
- 2009 — Зорачкі (проект OpenSpace.ru)
- 2009 — Belarus Freedom
- 2008 — Огоньки (автор — Олексій Терехов)
- 2008 — Манифест
- 2008 — Жлоб
- 2008 — Керчь-2
- 2008 — Золотая антилопа
- 2007 — Капитал (анімація) (автор — Олексій Терехов)
- 2007 — Капитал (гаражна версія)
- 2006 — Олені (feat. ТіК)
- 2006 — Харе
- 2006 — Саяны
- 2006 — Андрюша
- 2004 — Почтальоны
- 2004 — Золотые яйцы
- 2003 — Раинька
- 2003 — Ласточки
- 2002 — Гоп-хип-хоп (КДБ мікс) (feat. Саша і Сірожа)
- 2002 — Юность
- 2001 — Некрасавица
- 2001 — Сочи
- 2001 — Любовь повернулась ко мне задом (feat. Karapuzikee)
- 2001 — Голуби
- 2000 — По Аллеям (за участю «Маски-шоу»)
- 2000 — НЛО (кліп намальований Олексієм Хацкевичем)
- 2000 — Спорт прошел
- 2000 — Дружбан (Версія 2 — нормальна)
- 2000 — Дружбан (Версія 1 — задом наперед)
- 1999 — Яблони
- 1999 — Розочка (автор — Олексій Терехов)
- 1999 — Ты кинула! (feat. Дискотека Авария)
- 1998 — Ты Кинула
- 1998 — В платье белом
- 1997 — Ау (автор — Олексій Терехов)

## Нагороди
На 13-й церемонії нагородження найкращих білоруських музикантів «Рок-коронація» (14 березня, Молодечно, кришталеві корони вручені в дев'яти номінаціях): три кришталеві корони — «Пісня року» («Зорачкі»), «Альбом року» («Манифест») та «Гурт року».
Тричі лауреати премії RAMP, двічі в номінації «Кліп року» за відео «Капитал» (2007) і «Огоньки» (2009), а також «Гурт року» (2009).

## Фестивалі
Постійний учасник фестивалю «Нашестя» (на Великій сцені), а також інших опен-ейрів, серед яких міжнародний музичний фестиваль Be2gether, що проходить біля литовського замку Норвілішкес на литовсько-білоруському кордоні.

## Стосунки з білоруською владою
У липні 2011 року радіостанціям Білорусі за «рекомендацією» влади заборонили трансляцію двох пісень Ляписа Трубецкого — «Грай» та «Belarus Freedom».